# Bergendorf (Holzheim)
Bergendorf ist ein Gemeindeteil der Gemeinde Holzheim im Landkreis Donau-Ries (Regierungsbezirk Schwaben, Bayern).

## Geographie
Das Dorf Bergendorf liegt östlich von Holzheim zwischen Riedheim und Hagenheim auf der Hochfläche des Unteren Lechrains der Aindlinger Terrassentreppe. Naturräumlich gehört es also zur Donau-Iller-Lech-Platte, die wiederum Teil des Alpenvorlandes ist, eine der naturräumlichen Haupteinheiten Deutschlands.
Zur Gemarkung Bergendorf gehört noch der Einödhof Todtenheim (im Volksmund Tannenhof genannt), der östlich von Bergendorf liegt.
Außergewöhnlich ist die Höhle Hollerstock, eine 14 m lange Höhle, die die bisher einzige Höhle zwischen Alpen und Donau darstellt.

## Geschichte
Der Name Bergendorf entnimmt sich aus der Tatsache, dass der Ort inmitten von Hügeln liegt. Todtenheim hieß ursprünglich Totenmaymer, später dann Totenhahn.
Urkundlich wird Bergendorf erstmals im bayerischen Herzogsurbar von 1280 unter Amt Neuburg erwähnt. Die bayerischen Herzöge schenkten bis 1300 dem Kloster Scheyern mehrere Höfe. Auch das Kloster Niederschönenfeld hatte in der Folgezeit Besitz in Bergendorf. Todtenheim wird erstmals 1322 erwähnt. Es gehörte in der Folgezeit dem Kloster Bergen und damit später dem Jesuitenseminar Neuburg.
In der Kapelle Vierzehn Nothelfer befindet sich ein wertvolles hölzernes Altarrelief aus dem Jahre 1470. Die Kapelle wurde um 1840 erbaut und ist in die Denkmalliste eingetragen. Bergendorf gehört zur katholischen Pfarrei Mariä Himmelfahrt in Holzheim.
Unter Denkmalschutz stehen in dem Ort außerdem ein Dreiseithof (Dorfstraße 10, bezeichnet 1924) und die sogenannte „Villa“ (Dorfstraße 22) im Spätstil der Gründerzeit errichtet 1902.
In den Jahren 2018 und 2019 wurde in Bergendorf eine Dorferneuerung durchgeführt.
Im Zuge des ersten Gemeindeedikts von 1808 bildete Bergendorf mit Riedheim einen Steuerdistrikt. Durch das zweite Gemeindeedikt von 1818 wurde die Gemeinde im Landgericht Rain errichtet. Sie umfasste 1961 die Orte Bergendorf und Todtenheim, eine Fläche von 254,51 Hektar und 128 Einwohner, davon 112 in Bergendorf. Bis 30. Juni 1972 gehörte die Gemeinde zum Landkreis Neuburg an der Donau und wurde dann im Zuge der Gebietsreform in Bayern dem Landkreis Donau-Ries, der bis zum 1. Mai 1973 die Bezeichnung Landkreis Nördlingen-Donauwörth trug, zugeschlagen. Die Eingemeindung von Bergendorf nach Holzheim erfolgte am 1. Januar 1976.

## Sehenswürdigkeiten

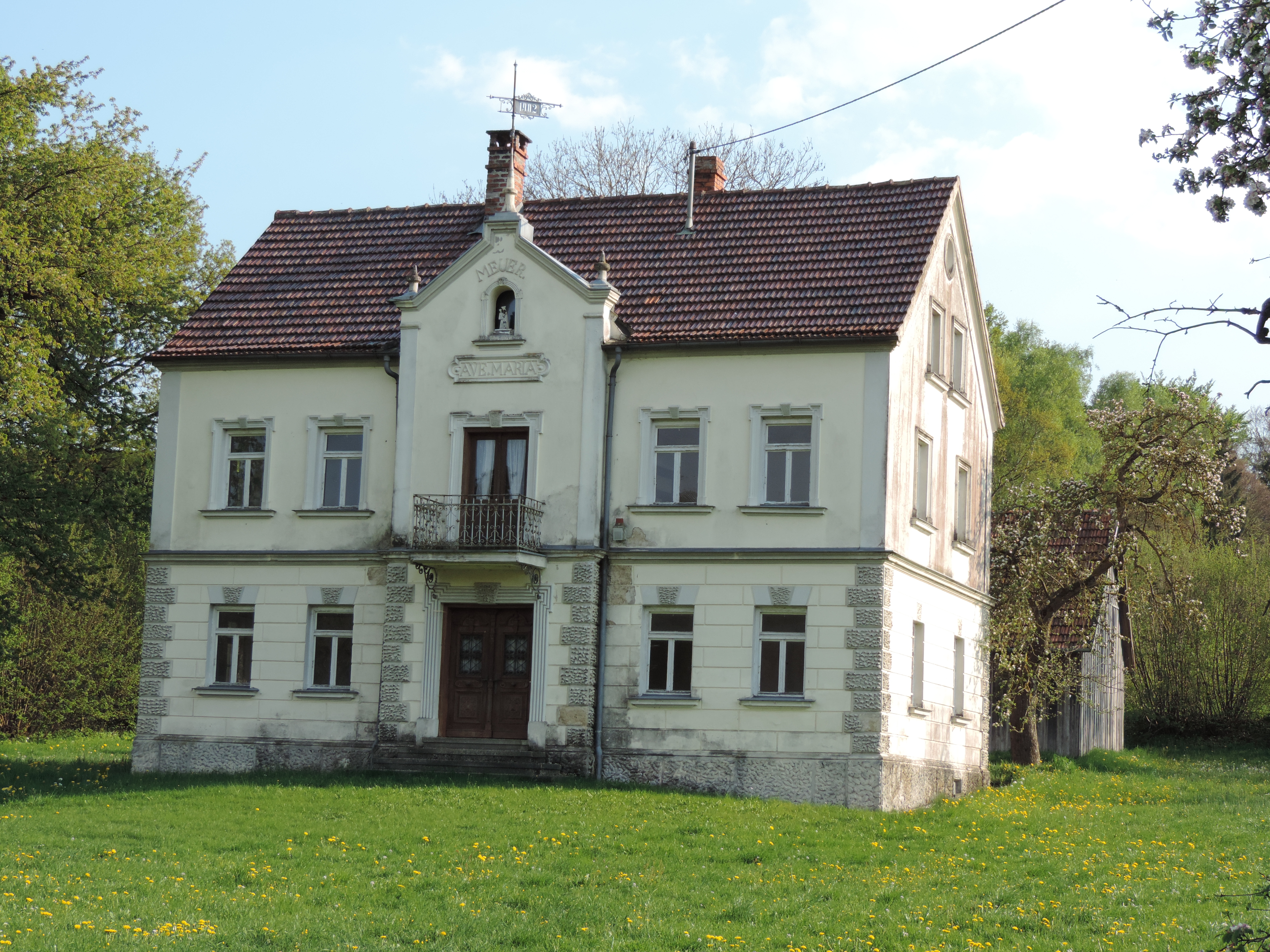
Villa Bergendorf

- Höhle Hollerstock
- Villa Bergendorf (Jugendstil-Bau)
- Kapelle Vierzehn Nothelfer
- Marienkapelle in Todtenheim

## Vereine
- Freiwillige Feuerwehr